# Wspólnota administracyjna Seiffen/Erzgeb.
Wspólnota administracyjna Seiffen/Erzgeb. (niem. Verwaltungsgemeinschaft Seiffen/Erzgeb.) – wspólnota administracyjna w Niemczech, w kraju związkowym Saksonia, w okręgu administracyjnym Chemnitz, w powiecie Erzgebirgskreis. Siedziba wspólnoty znajduje się w miejscowości Seiffen/Erzgeb.
Wspólnota administracyjna zrzesza trzy gminy: 
- Deutschneudorf
- Heidersdorf
- Seiffen/Erzgeb.